# Pihen-lès-Guînes
Pihen-lès-Guînes là một xã trong tỉnh Pas-de-Calais, vùng Hauts-de-France, Pháp.

## Địa lý
Pihen-lès-Guînes is located 7 miles (11 km) về phía tây nam của Calais, tại giao lộ của các tuyến đường D243 và D244.

## Dân số
| 1962                                                              | 1968 | 1975 | 1982 | 1990 | 1999 | 2006 |
| ----------------------------------------------------------------- | ---- | ---- | ---- | ---- | ---- | ---- |
| 331                                                               | 349  | 309  | 357  | 413  | 394  | 488  |
| Số liệu điều tra dân số tính từ năm 1962, dân số chỉ tính một lần |      |      |      |      |      |      |

## Địa điểm nổi bật
- Nhà thờ the Annunciation thế kỷ 13.
- Lâu đài thế kỷ 19 La Quennevacherie.